# Hundtjärnen (Haverö socken, Medelpad)
Hundtjärnen är en sjö i Ånge kommun i Medelpad och ingår i Ljungans huvudavrinningsområde. Sjöns area är 0,03 kvadratkilometer och den är belägen 455 meter över havet.